# Aegidinus petrovi
Aegidinus petrovi är en skalbaggsart som beskrevs av Colby 2009. Aegidinus petrovi ingår i släktet Aegidinus och familjen Hybosoridae. Inga underarter finns listade i Catalogue of Life.